# Geraer Bank
Die Geraer Bank eG (Eigenschreibweise: GERAER BANK eG) war eine Genossenschaftsbank. Ihr Geschäftsgebiet bildete die kreisfreie Stadt Gera sowie der nördliche Landkreis Greiz im Freistaat Thüringen. Die Geraer Bank eG war Mitglied im Genossenschaftsverband und dem Bundesverband der Deutschen Volksbanken und Raiffeisenbanken. Zweck der Genossenschaft war die wirtschaftliche Förderung und Betreuung der Mitglieder. Gegenstand des Unternehmens war die Durchführung von banküblichen und ergänzenden Geschäften.

## Geschichte
Das erste Bankhaus mit dem Namen Geraer Bank existierte im Jahr 1854, mit ihm hat die Geraer Bank eG nur den Namen gemeinsam.
Der älteste Rechtsvorgänger der Geraer Bank eG war der Vorschussverein Münchenbernsdorf eGmbH. Dieser wurde im Jahre 1862 gegründet und ist später, nach mehreren Rechtsformwandlungen in die Volksbank Gera eG übergegangen.
Die Raiffeisenbank und Handelsgenossenschaft Gera eG, mit Ursprung im Jahre 1895 als Reichstädter Spar- und Darlehensverein eGmuH, gründete sich aus mehreren bäuerlichen Handelsgenossenschaften sowie der Genossenschaftsbank Berlin und ging am 30. Januar 1992 in Raiffeisenbank Gera eG über.
Vor dem Hintergrund gleichartiger Unternehmensziele wurde in den Generalversammlungen im Jahr 1993 durch die Mitglieder beider Kreditinstitute die Fusion der Volksbank Gera eG und der Raiffeisenbank Gera eG zur  Geraer Bank eG zum 1. Juli 1994 beschlossen. Mit dem Namen  Geraer Bank eG wurde die Verbundenheit zur Region dokumentiert und an Traditionen angeknüpft.

## Fusion 2015
Im April 2013 wurde mit der Volksbank Saaletal vereinbart zu kooperieren. Die Kooperation mündete 2015 in eine Fusion zur Volksbank Gera Jena Rudolstadt mit Sitz in Jena.